# Chaignes
Chaignes település Franciaországban, Eure megyében. Lakosainak száma 267 fő (2022. január 1.). Chaignes Aigleville, Douains, Hécourt, Blaru, Chaufour-lès-Bonnières és Pacy-sur-Eure községekkel határos.

## Népesség
A település népességének változása:
| Lakosok száma | 180  | 179  | 233  | 301  | 268  | 276  | 277  | 276  | 276  | 267  |
|               | 1968 | 1982 | 1990 | 2006 | 2013 | 2015 | 2017 | 2019 | 2020 | 2022 |